# Receptor intracelular
Los receptores intracelulares son componentes de la célula capaces de identificar mensajeros químicos como neurotransmisores, moléculas gaseosas, y hormonas. Se diferencian de los receptores extracelulares, que se encuentran en la superficie celular, porque los ligandos de estos no pueden traspasar la bicapa lipídica, mientras que los ligandos de los receptores intracelulares sí pueden. Los receptores intracelulares se localizan en el citosol, (también pueden localizarse en el núcleo celular). Tanto los receptores intracelulares como los extracelulares desencadenan una cascada de reacciones que participan en la transcripción génica.

## Hormonas
Las hormonas son mensajeros químicos secretados por las glándulas endocrinas y descargados en la sangre para que viajen hacia sus célula diana o células blanco. El mecanismo de acción de una hormona depende de su naturaleza química. La mayor parte de las hormonas desencadenan efectos múltiples sobre sus células blanco (es decir, efectos a corto y a largo plazo). Las hormonas se clasifican en tres tipos según su composición: hormonas esteroideas, peptídicas y derivadas de los esteroides.
Una vez que se ha descargado una hormona hacia la sangre y ha llegado a la vecindad de sus células blanco, se fijan primero en receptores específicos sobre esas células (o en el interior de éstas). Los receptores de ciertas hormonas como las peptídicas se encuentran sobre la superficie celular de la célula blanco, en tanto que los otros receptores están localizados en el citoplasma y fijan solo hormonas que se han difundido a través de la superficie celular ejemplos de ellas son las hormonas esteroideas. La fijación de una hormona a su receptor comunica un mensaje a la célula blanco, con lo que se inicia la transducción de la señal, esto es, la conversión de la señal iniciadora en una reacción bioquímica.

## Hormonas esteroideas
Las hormonas esteroides son sintetizadas a partir del colesterol ejemplos de ellos son: estrógeno, progesterona, testosterona. Otras hormonas de propiedades distintas como vitamina D3, hormona tiroidea, (sintetizadas a partir de 7-deshidrocolesterol y tirosina en la hormona tiroidea, respectivamente) sus propiedades moleculares le permiten traspasar la bicapa lipídica, por ende estas hormonas tienen receptores intracelulares citosólicos o nucleares...
Las hormonas esteroideas y tiroideas se fijan a los receptores citoplasmáticos. El complejo resultante de hormona y receptor se transloca hasta el núcleo, sitio en el que se fija directamente en el ADN cerca de un sitio promotor y por tanto estimula la transcripción génica. Ni la hormona ni el receptor pueden iniciar por sí solos, la reacción de la célula diana.

## Hormona peptídica
Las hormonas que se fijan a los receptores sobre la superficie celular emplean diversos mecanismos para desencadenar una reacción en sus células diana o denominadas también como células blanco. En cada caso, el complejo hormona-receptor parece inducir a una quinasa de proteínas para que fosforile a ciertas proteínas reguladoras, con lo que se genera una reacción biológica a la hormona. 
Las hormonas peptídicas, conformadas por péptidos como: la insulina, glucagón, hormonas de la hipófisis (somatotrofina etc.), entre otras. Encontramos también los factores de crecimiento, el factor de crecimiento nervioso (NGF) estimula el desarrollo y mantenimiento de las neuronas, el factor de crecimiento epidérmico EGF, estimulante de la proliferación y diferenciación celular, factor de crecimiento plaquetario (PDGF) derivado de las plaquetas que ayudan en la generación de fibroblastos (esenciales para la síntesis de la matriz extracelular, fibras, entre otros) regeneración de tejidos y coagulación en el caso de las plaquetas. Encontramos también las citoquinas que ayudan al desarrollo y diferenciación de células sanguíneas.
Una característica principal de los factores de crecimiento, es que no pueden pasar la membrana plasmática, de manera que ellos necesitan de receptores de superficie celular, los más conocidos de ellos son las proteínas G.

## Los neurotransmisores
Los neurotransmisores se liberan cuando hay una llegada de potencial de acción al terminal de la neurona, estos neurotransmisores se liberan al espacio intersináptico y se unen a receptores de la superficie celular, los receptores pueden ser canales iónicos dependientes de ligando en este caso el ligando es el neurotransmisor, también hay otros receptores como proteínas G pero estas a su vez estimulan a los canales iónicos para que se abran y permitan el flujo de electrolitos.
Los gasotransmisores como el óxido nítrico (NO) son detectados por los gasorreceptores guanilato ciclasa basados en la enzima citoplasmática que se une al NO mediante el grupo hemo.

## Receptores como factores de transcripción
Los factores de transcripción constituyen una serie de proteínas que interaccionan con grupos reguladores de la transcripción de genes, estos permitirán en la iniciación de la transcripción del ADN. estos factores de transcripción pueden ser activados o desactivados por un conjunto de proteínas que constituyen la señalización citoplasmática y finalmente traducida en una respuesta génica. Se ha demostrado que los gasorreceptores basados en factores de transcripción detectan moléculas de señalización gaseosa como el monóxido de carbono y el óxido nítrico. Estos gasorreceptores se unen a los gases mediante el grupo hemo y existen tanto en microorganismos como en humanos.

## Funciones del cAMP Adenosín monofosfato cíclico
El cAMP puede ser utilizado por la proteína kinasa A (PKA) estas tienen 4 regiones, dos reguladores y dos catalíticas, el AMPc se une a la región reguladora y permite la disociación de las dos regiones catalíticas, estas se pueden translocar al núcleo y activar el factor de transcripción <<<CREB>>> o pueden actuar con proteínas serina. Hay una enzima que tiene una función antagonista a ésta, se llama Proteína Fosfatasa 1, que quita grupos fosfato.
La proteína Kinasa A y la proteína fosfatasa, funcionan como reguladoras de la activación y desactivación de otras proteínas.

## Receptores relacionados con tirosina quinasa
Hay proteínas receptoras como la tirosina quinasa que tienen actividad catalítica, de manera que cuando se une un factor de crecimiento se dimerizan y se autofosforilan —crean sitios de unión para proteínas con dominio SH2 con los que interactuar con algunas proteínas que se encuentran fosforiladas en residuos tirosina, así su función está regulada por procesos fosforilación-desfosforilación de estos aminoácidos—. Por este motivo, un dominio SH2 puede interactuar con una fosfotirosina adyacente en la misma o en otra molécula. Cuando es sobre la misma molécula contribuye al control de su propia actividad enzimática. 
En otras ocasiones, la enzima con el dominio SH2 interacciona a través de dicho motivo con otras proteínas previamente fosforiladas en tirosina por otra quinasa. Esta interacción es responsable de su activación y de la de otros substratos. Este es el caso de la enzima ZAP-70 que se activa cuando a través de sus dominios SH2, se une a las cadenas que han sido previamente fosforiladas por c-fyn o c-lck) que posteriormente van a crear nuevas señales intracelulares.
Hay receptores que no tienen actividad quinasa, así que necesitan de la ayuda de proteínas quinasas no receptoras pero igualmente crean sitios de unión para proteínas con dominios SH2. 
Lo que sucede es que cuando llega el factor de crecimiento esta induce el cambio conformacional de la proteína receptora, permitiendo formar un complejo con proteínas quinasas no receptoras, estas se asocian y hacen que se dimerizen permitiendo la autofosforilación (autofosforilación : actúa en los residuos de aminoácidos de tirosina.) con la posterior creación de sitios de unión a proteínas con dominio SH2. Ejemplos de este tipo de receptores encontramos receptores de las citoquinas, importantes en la respuesta inmunológica.
Existen enzimas contrarias que quitan grupos fosfato o desfosforilan a las proteínas receptoras con residuos de tirosina, éstas se llaman proteínas tirosina fosfatasas (actividad de las enzimas de quitar grupos fosfato).
Otros receptores, que no tienen residuos de tirosina, sino de serina/treonina; como por ejemplo el receptor para TGF (factor de crecimiento transformante) estos receptores activados por la acción del ligando, activan factores de trascripción de genes como SMADs.

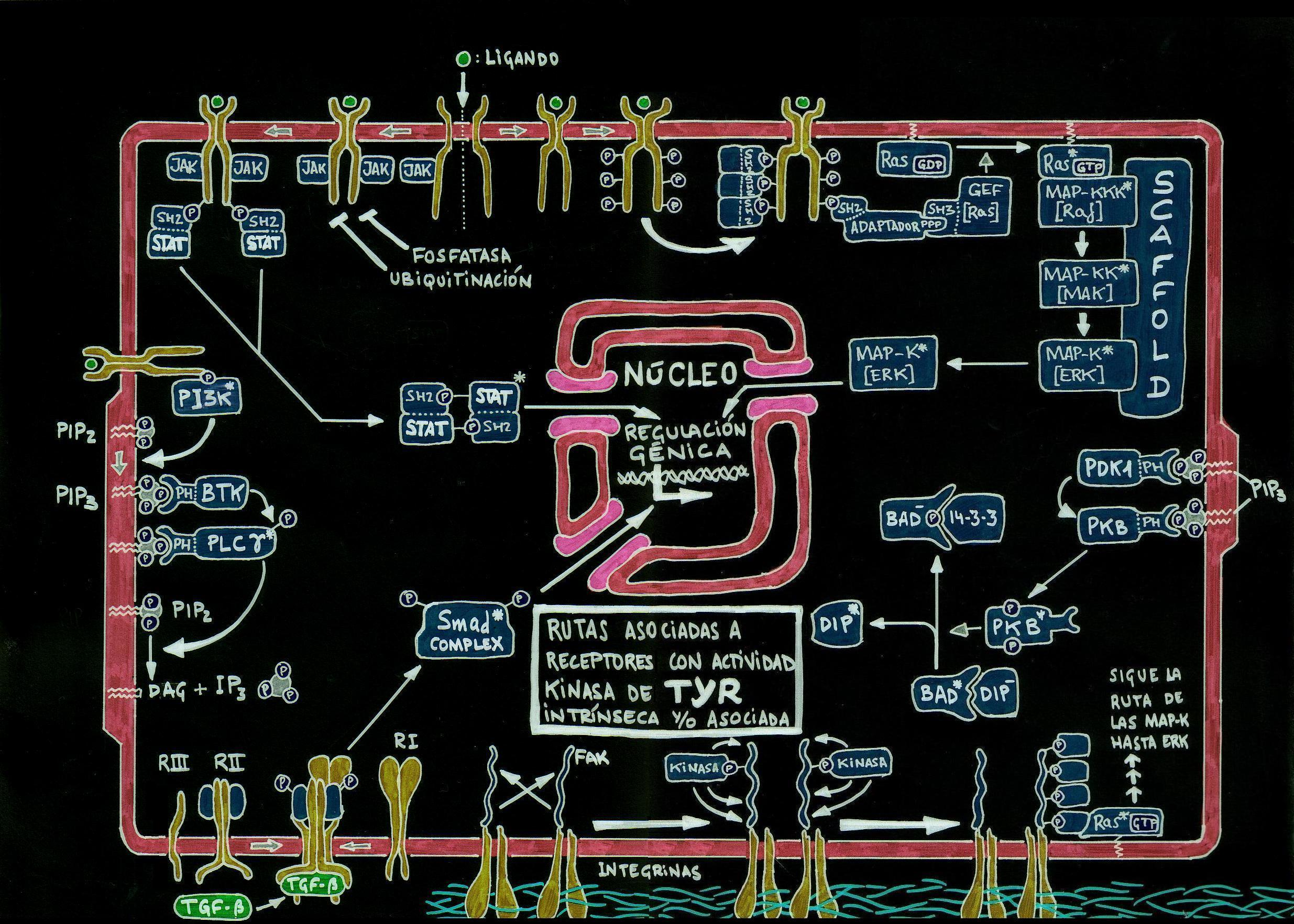
Diagrama genérico de las rutas más significativas dependientes de receptores con actividad quinasa de tirosina.

## Quinasas MAP
La estimulación de los receptores tirosina quinasas generan auto fosforilación generando así, sitios de unión a proteínas SH2, esta proteína con este dominio SH2 se llama GRb2 que también tiene un factor intercambiador de nucleótidos llamada SOS, así todo el complejo de esta proteína al asociarse al receptor activado por el factor de crecimiento, hace que SOS se asocie a la membrana plasmática e interaccione con Ras (es una proteína con actividad parecida a las proteínas G, su diferencia reside en que ella activa otra vía de señalización y además sus tamaño constituye a la de una subunidad alfa) pequeña proteína de unión de GTP, Ras que interactúa con la proteína serína/treonína quinasa Raf, esta a su vez fosforila a MEK que tiene a su vez una doble especificidad en treonína y tirosina quinasa y MEK fosforila a ERK (factor de transcripción nuclear) este se transloca al núcleo y fosforila a Elk-1. Elk-1 es otro factor de transcripción nuclear, en el que desempeña un importante función en la transcripción de genes.

Vía de señalización JAK/STAT.

## Vía JAK/STAT
La vía de señalización JAK/STAT involucra tres elementos: 1.- Receptor de ligando, la mayoría son receptores de citoquinas, de ahí la función de esta vía en la respuesta inmunológica. 2.- Proteínas JAK asociadas al receptor en el interior de la célula y 3.- Proteínas STAT (Signal Transducer and Activator of Transcription), cuya función es la de actuar como factores de transcripción una vez activadas por fosforilación.
Las proteínas JAK poseen actividad tirosina-quinasa, es decir, fosforilan residuos de tirosina. En la vía JAK/STAT la llegada del ligando y su interacción con el dominio extracitoplasmático del receptor genera la fosforilación de éste por parte de las proteínas JAK a nivel intracelular creando así sitios de unión para SH2. Estos sitios para SH2 permiten la llegada y unión de proteínas STAT a los residuos de fosfotirosina del receptor, cuando esto ocurre las proteínas JAK vuelven a activar su función tirosina-quinasa y fosforilan a STAT. Como consecuencia de esto, las proteínas STAT se disocian del receptor y se unen formando un dímero (dimerización) el cual posteriormente se mueve hacia el núcleo celular en donde se une al ADN y actúa promoviendo la transcripción de genes relacionados con la señalización del ligando.
Los ligandos de la vía JAK/STAT en la mayoría de los casos pertenecen a la familia de las citoquinas, estos incluyen moléculas de Interferón o Interleucina. Otro tipo de ligando que actúa mediante esta vía de señalización son los factores de crecimiento.
La importancia de la vía de señalización JAK/STAT radica en su estrecha relación con mecanismos del sistema inmune como la inflamación. Se ha visto que inhibidores de las proteínas JAK pueden tener efecto positivo en algunas enfermedades autoinmunes como la artritis reumatoide.

## Fosfolípidos y Ca2+
Otra vía de señalización celular es la vía de los segundos mensajeros, como son los derivados de los fosfolípidos de membrana uno de los más conocidos es el PIP2 (fosfatidil inositol 4,5 bifosfato) es un componente de la membrana plasmática y se localiza en la cara interna de esta.
La vía de señalización intracelular derivada de segundos mensajeros comienza cuando una proteína G activa a la fosfolipasa C (PLC) (activada su isoforma PLC-B por una proteína G y otra PLC-Y tiene dominios SH2 y por lo tanto se asocia a proteínas tirosina quinasa) esta hidroliza a PIP2 en (DAG) diacilglicerol y en (IP3) inositol-1,4,5-trisfosfato. DAG activa proteínas serína treonína pertenecientes a la familia de las proteínas quinasas C. Mientras que IP3 actúa mediante canales iónicos del reservorio de calcio como es el (RE) retículo endoplasmático lo que libera el Ca2+, el Ca2+ es regulado por la calmodulina, armando un complejo entre los dos. La calmodulina/Ca2+ son importantes porque se necesitan para que se activen quinanas CaM. Estas regulan la liberación de neurotransmisores, también fosforila a <<<CREB>> (factor de trascripción nuclear).
Por otro lado, PIP2 puede ser alterado por PI3 quinasa lo que lo convierte en PIP3, este tienen dianas como proteína serina/treonina quinasa denominada AKT, PIP3 se une a AKT con dominio PH, también a PDKs se une a otro PIP3 entonces PDKs fosforila a AKT. 
Esta vía de señalización intracelular de segundos mensajes es muy importante en muchos procesos neurológicos, inmunes y endocrinos.

## En el citoesqueleto
En el citoesqueleto receptores como RHo activan a la proteína serína/treonína quinasa denomina quinasa de Rho, estas incrementa la fosforilación de la cadena ligera miosina II así esto provoca que los filamentos de actina y miosina se ensamblen, resultando formación de fibras de estrés y adhesiones focales, esta enzima como también Rac fosforila a LIM quinasa y esta fosforila a colifina creando polimerización y despolimerización de los filamentos de actina.

## Integrinas
Al igual que los miembros de la superfamilia de los receptores de citoquinas las integrinas tienen segmentos citoplasmáticos cortos que no tienen actividad enzimática por los que estas se asocian a una proteína quinasa llamada FAK, es decir,, la unión de las integrinas a la matriz extracelular estimula la actividad de FAK lo que lleva a su auto fosforilación. Entonces proteínas con dominios Src se une al sitio fosforalizado, sin embargo estas a su vez fosforilan FAK y crea a sitios de unión al complejo Grb2-SOS lo que conduce a la activación de RAS y cascada quinasas MAP.

## Hedgehog & wingless (señalización en la embriología)
Cuando el polipéptido Hedgehog es modificado por la adición de colesterol, se une a patched (patched es un regulador negativo de smoothened) en la superficie de la célula diana, esto anula la inhibición de smoothened (smoothened con 7 hélices transmembrana y patched son el receptor de hedgehog) esto permite que smoothened propague una señal intracelular, la diana de smoothened es un factor de transcripción denominado Cubitus interruptus( Ci), normalmente Ci se encuentra asociado con un complejo de proteínas formadas por quinasa llamada Fused y con Coastal y este está relacionado con la quinesina, el complejo Coastal se encuentra asociado a proteínas como la tubulina de los microtúbulos. Cuando se activa smoothened provoca la disociación del complejo de los microtúbulos y la translocación de Ci al núcleo donde activa la transcripción de genes diana como el de la familia de wingless (wnt).
La familia de wnt son una familia de factores de transcripción que se unen a un receptor llamado frizzled, estos receptores tienen 7 hélices alfa transmembrana ( no acoplado a proteína G). La señalización desde frizzled provoca una fosforilación de una proteína citoplasmática denominada disshevelled y la inhibición de la proteína quinasa glucógeno sintasa quinasa (GSK3) esta fosforila y promueve la degradación de Beta catenina y la Beta catenina une cadherinas a la actina en las uniones tipo adherens. La B catenina actúa como regulador directo de la expresión génica, al formar un complejo con el factor de transcripción LEF-1. B-catenina/LEF-1 codifican genes para moléculas de señal y factores de transcripción.
Notch es una proteína grande con dominio transmembrana que actúa de receptor con proteínas transmembrana de células adyacentes, esta unión crea ruptura proteolítica de notch liberándose un dominio intracelular de notch que se trasloca al núcleo y actúa con el factor de transcripción CBF 1 a partir de aquí se da la transcripción génica.
Importantes funciones de esta vía de señalización celular se cumplen en el desarrollo embrionario, ella participa en la determinación de los tipos celulares, el desarrollo de extremidades, sistema nervioso, esqueleto, pulmones, pelo, dientes, y gónadas.